# 1982-es Formula–1 világbajnokság
Az 1982-es Formula–1-es szezon volt a 33. FIA Formula–1 világbajnoki szezon. 1982. január 23-ától szeptember 25-éig tartott. Az egyéni világbajnoki címet Keke Rosberg szerezte meg, a konstruktőrit pedig a Scuderia Ferrari.
Az idényt botrányok és tragédiák tarkították. A szezonnyitó dél-afrikai nagydíjon a pilóták sztrájkoltak, és részben bojkottálták a San Marinó-i futamot a FISA–FOCA háború miatt. Két pilóta is életét vesztette: Gilles Villeneuve a belga nagydíj időmérő edzésén, Riccardo Paletti pedig a kanadai nagydíj rajtjánál. A Ferrari másik pilótája, Didier Pironi is olyan súlyos balesetet szenvedett a német nagydíj időmérőjén, hogy az a karrierje végét jelentette. Ezek az incidensek és tragédiák végül radikális szabályváltozásokhoz vezettek az 1983-as idénytől.
Rosberg, aki világbajnok lett, úgy tette ezt, hogy egész idényben egyetlen versenyt nyert, a svájci nagydíjat. Folyamatos pontszerzéseivel azonban Pironi és John Watson előtt tudott végezni. Utoljára erre 1958-ban volt példa, akkor Mike Hawthorn szintén egyetlen győzelemmel lett bajnok. A szezon során tizenegy különböző pilóta és hét különböző csapat nyert versenyt, és senki nem nyert kettőnél többször - Monacótól Svájcig ráadásul kilenc különböző győztes volt zsinórban. A két pilótáját is elvesztő Ferrari végül új párosa, Patrick Tambay és Mario Andretti segítségével elég pontot szerzett a konstruktőri győzelemhez.

## Pilóták és konstruktőrök
| Csapat                                                                     | Konstruktőr         | Kasztni             | Motor                                    | Gumik | Rajtszám | Pilóta             | Futamok             |
| -------------------------------------------------------------------------- | ------------------- | ------------------- | ---------------------------------------- | ----- | -------- | ------------------ | ------------------- |
| Parmalat Racing Team                                                       | Brabham-BMW         | BT50                | BMW M12/13 1.5L soros négyhengeres turbó | G     | 1        | Nelson Piquet      | 1, 5–16             |
| Parmalat Racing Team                                                       | Brabham-BMW         | BT50                | BMW M12/13 1.5L soros négyhengeres turbó | G     | 2        | Riccardo Patrese   | 1, 5, 9–16          |
| Parmalat Racing Team                                                       | Brabham-Ford        | BT49C BT49D         | Ford-Cosworth DFV 3L V8 szívó            | G     | 1        | Nelson Piquet      | 2–3                 |
| Parmalat Racing Team                                                       | Brabham-Ford        | BT49C BT49D         | Ford-Cosworth DFV 3L V8 szívó            | G     | 2        | Riccardo Patrese   | 2–3, 6–8            |
| Team Tyrrell                                                               | Tyrrell-Ford        | 011                 | Ford-Cosworth DFV 3L V8 szívó            | G     | 3        | Michele Alboreto   | Mind                |
| Team Tyrrell                                                               | Tyrrell-Ford        | 011                 | Ford-Cosworth DFV 3L V8 szívó            | G     | 4        | Slim Borgudd       | 1–3                 |
| Team Tyrrell                                                               | Tyrrell-Ford        | 011                 | Ford-Cosworth DFV 3L V8 szívó            | G     | 4        | Brian Henton       | 4–16                |
| TAG Williams Team                                                          | Williams-Ford       | FW07C FW07D FW08    | Ford-Cosworth DFV 3L V8 szívó            | G     | 5        | Carlos Reutemann   | 1–2                 |
| TAG Williams Team                                                          | Williams-Ford       | FW07C FW07D FW08    | Ford-Cosworth DFV 3L V8 szívó            | G     | 5        | Mario Andretti     | 3                   |
| TAG Williams Team                                                          | Williams-Ford       | FW07C FW07D FW08    | Ford-Cosworth DFV 3L V8 szívó            | G     | 5        | Derek Daly         | 5–16                |
| TAG Williams Team                                                          | Williams-Ford       | FW07C FW07D FW08    | Ford-Cosworth DFV 3L V8 szívó            | G     | 6        | Keke Rosberg       | 1–3, 5–16           |
| Marlboro McLaren International                                             | McLaren-Ford        | MP4/1B              | Ford-Cosworth DFV 3L V8 szívó            | M     | 7        | John Watson        | 1–3, 5–16           |
| Marlboro McLaren International                                             | McLaren-Ford        | MP4/1B              | Ford-Cosworth DFV 3L V8 szívó            | M     | 8        | Niki Lauda         | 1–3, 5–16           |
| Team ATS                                                                   | ATS-Ford            | D5                  | Ford-Cosworth DFV 3L V8 szívó            | A M   | 9        | Manfred Winkelhock | Mind                |
| Team ATS                                                                   | ATS-Ford            | D5                  | Ford-Cosworth DFV 3L V8 szívó            | A M   | 10       | Eliseo Salazar     | Mind                |
| John Player Team Lotus                                                     | Lotus-Ford          | 87B 91              | Ford-Cosworth DFV 3L V8 szívó            | G     | 11       | Elio de Angelis    | 1–3, 5–16           |
| John Player Team Lotus                                                     | Lotus-Ford          | 87B 91              | Ford-Cosworth DFV 3L V8 szívó            | G     | 12       | Nigel Mansell      | 1–3, 5–8, 10, 12–16 |
| John Player Team Lotus                                                     | Lotus-Ford          | 87B 91              | Ford-Cosworth DFV 3L V8 szívó            | G     | 12       | Roberto Moreno     | 9                   |
| John Player Team Lotus                                                     | Lotus-Ford          | 87B 91              | Ford-Cosworth DFV 3L V8 szívó            | G     | 12       | Geoff Lees         | 11                  |
| Ensign Racing                                                              | Ensign-Ford         | N180B N181          | Ford-Cosworth DFV 3L V8 szívó            | A M   | 14       | Roberto Guerrero   | 1–3, 5–16           |
| Équipe Renault Elf                                                         | Renault             | RE30B               | Renault-Gordini EF1 1,5L V6 turbó        | M     | 15       | Alain Prost        | Mind                |
| Équipe Renault Elf                                                         | Renault             | RE30B               | Renault-Gordini EF1 1,5L V6 turbó        | M     | 16       | René Arnoux        | Mind                |
| March Grand Prix Team Rothmans Racing with March Grand Prix LBT Team March | March-Ford          | 821                 | Ford-Cosworth DFV 3L V8 szívó            | P A M | 17       | Jochen Mass        | 1–3, 5–11           |
| March Grand Prix Team Rothmans Racing with March Grand Prix LBT Team March | March-Ford          | 821                 | Ford-Cosworth DFV 3L V8 szívó            | P A M | 17       | Rupert Keegan      | 12–16               |
| March Grand Prix Team Rothmans Racing with March Grand Prix LBT Team March | March-Ford          | 821                 | Ford-Cosworth DFV 3L V8 szívó            | P A M | 18       | Raul Boesel        | 1–3, 5–16           |
| March Grand Prix Team Rothmans Racing with March Grand Prix LBT Team March | March-Ford          | 821                 | Ford-Cosworth DFV 3L V8 szívó            | P A M | 19       | Emilio de Villota  | 5–9                 |
| Fittipaldi Automotive                                                      | Fittipaldi-Ford     | F8D F9              | Ford-Cosworth DFV 3L V8 szívó            | P     | 20       | Chico Serra        | 1–3, 5–16           |
| Marlboro Team Alfa Romeo                                                   | Alfa Romeo          | 179D 182 182B       | Alfa Romeo 1260 3L V12 szívó             | M     | 22       | Andrea de Cesaris  | Mind                |
| Marlboro Team Alfa Romeo                                                   | Alfa Romeo          | 179D 182 182B       | Alfa Romeo 1260 3L V12 szívó             | M     | 23       | Bruno Giacomelli   | Mind                |
| Équipe Talbot Gitanes                                                      | Talbot Ligier-Matra | JS17B JS19          | Matra MS81 3L V12 szívó                  | M     | 25       | Eddie Cheever      | 1–3, 5–16           |
| Équipe Talbot Gitanes                                                      | Talbot Ligier-Matra | JS17B JS19          | Matra MS81 3L V12 szívó                  | M     | 26       | Jacques Laffite    | 1–3, 5–16           |
| Scuderia Ferrari                                                           | Ferrari             | 126C2               | Ferrari 021 1,5L V6 turbó                | G     | 27       | Gilles Villeneuve  | 1–5                 |
| Scuderia Ferrari                                                           | Ferrari             | 126C2               | Ferrari 021 1,5L V6 turbó                | G     | 27       | Patrick Tambay     | 9–16                |
| Scuderia Ferrari                                                           | Ferrari             | 126C2               | Ferrari 021 1,5L V6 turbó                | G     | 28       | Didier Pironi      | 1–12                |
| Scuderia Ferrari                                                           | Ferrari             | 126C2               | Ferrari 021 1,5L V6 turbó                | G     | 28       | Mario Andretti     | 15–16               |
| Ragno Arrows                                                               | Arrows-Ford         | A4 A5               | Ford-Cosworth DFV 3L V8 szívó            | P     | 29       | Brian Henton       | 1–3                 |
| Ragno Arrows                                                               | Arrows-Ford         | A4 A5               | Ford-Cosworth DFV 3L V8 szívó            | P     | 29       | Marc Surer         | 5–16                |
| Ragno Arrows                                                               | Arrows-Ford         | A4 A5               | Ford-Cosworth DFV 3L V8 szívó            | P     | 30       | Mauro Baldi        | 1–3, 5–16           |
| Denim S.A.I.M.A. Team Osella                                               | Osella-Ford         | FA1C FA1D           | Ford-Cosworth DFV 3L V8 szívó            | P     | 31       | Jean-Pierre Jarier | Mind                |
| Denim S.A.I.M.A. Team Osella                                               | Osella-Ford         | FA1C FA1D           | Ford-Cosworth DFV 3L V8 szívó            | P     | 32       | Riccardo Paletti   | 1–8                 |
| Theodore Racing Team                                                       | Theodore-Ford       | TY01 TY02           | Ford-Cosworth DFV 3L V8 szívó            | A G   | 33       | Derek Daly         | 1–3                 |
| Theodore Racing Team                                                       | Theodore-Ford       | TY01 TY02           | Ford-Cosworth DFV 3L V8 szívó            | A G   | 33       | Jan Lammers        | 5–7, 9–11           |
| Theodore Racing Team                                                       | Theodore-Ford       | TY01 TY02           | Ford-Cosworth DFV 3L V8 szívó            | A G   | 33       | Geoff Lees         | 8                   |
| Theodore Racing Team                                                       | Theodore-Ford       | TY01 TY02           | Ford-Cosworth DFV 3L V8 szívó            | A G   | 33       | Tommy Byrne        | 12–16               |
| Candy Toleman Motorsport Toleman Group Motorsport                          | Toleman-Hart        | TG181B TG181C TG183 | Hart 415T 1,5L soros négyhengeres turbó  | P     | 35       | Derek Warwick      | 1–6, 9–16           |
| Candy Toleman Motorsport Toleman Group Motorsport                          | Toleman-Hart        | TG181B TG181C TG183 | Hart 415T 1,5L soros négyhengeres turbó  | P     | 36       | Teo Fabi           | 1–6, 9–16           |
| Források:                                                                  |                     |                     |                                          |       |          |                    |                     |

### Csapatváltozások
A Brabham megállapodást kötött a BMW-vel, hogy az ő saját gyártású, soros négyhengeres turbómotorjaikat használják. Megbízhatósági problémák miatt azonban az idény elején még maradtak az előző évi Ford-Cosworth egységeknél.

### Pilótacserék
Az 1981-es idény végeztével a Williams mindkét pilótája, Alan Jones és Carlos Reutemann is bejelentették visszavonulásukat. Utóbbi azonban meggondolta magát és 1982-ben is a csapatnál versenyzett, legalábbis az első két verseny erejéig. Ezt követően azonban mégis távozott. Alan Jones helyére az a Keke Rosberg került, aki egészen addig 36 versenyt futott és a legjobb eredménye egy harmadik hely volt.
Két év kihagyás után visszatért Niki Lauda, méghozzá a McLaren színeiben mint John Watson csapattársa. A Ferrari és a Renault megtartotta jól bevált pilótafelállását, míg a Brabhamhez megérkezett Riccardo Patrese, aki Héctor Rebaque helyére ült.
Az Osella csapatnál debütálhatott Riccardo Paletti, a Toleman pedig Brian Henton helyett Teo Fabit igazolta le. Marc Surer az Arrows színeiben versenyzett volna, de a szezon előtti teszteken kettős lábtörést szenvedett egy balesetben. Az ő helyére Patrick Tambay került volna, de őt kirúgták, mert az idénynyitó versenyen ő is sztrájkolt - az ő helyét foglalta el Henton. Eliseo Salazar az Ensign csapattól az ATS-hez vándorolt.

### Idényközi változások
Reutemann távozása után a Williams Mario Andrettit, az 1978-as világbajnokot kérte meg, hogy ugorjon be egy verseny erejéig (azért nem tovább, mert Andrettinek Amerikában voltak versenyzéssel kapcsolatos kötelezettségei). A helyére végül Derek Daly került állandóra. Andretti még visszatért az idény utolsó két versenyén, hogy a súlyosan sérült Pironit helyettesítse a Ferrarinál. A belga nagydíjon halálos balesetet szenvedő Villeneuve-öt a holland nagydíjtól Patrick Tambay váltotta.
A Lotus csapatnál Nigel Mansellnek ki kellett hagynia két futamot a kanadai durva balesete után. A holland nagydíjon őt helyettesítő Roberto Moreno még csak kvalifikálni sem tudott. Mansell szeretett volna versenyezni a brit nagydíjon, de nem volt rá képes, ekkor Geoff Lees helyettesítette. Miután Villeneuve halálos balesetének közvetlen részese volt, Jochen Mass a francia nagydíjon is durva ütközésbe keveredett Mauro Baldival, ami akkora trauma volt számára, hogy a futam után végleg visszalépett a versenyzéstől. A March csapat Rupert Keegant igazolta le a helyére. Slim Borgudd mindössze három verseny után távozott a Tyrrell csapattól, mert elfogyott a szponzori pénz. Miután Surer visszatérhetett gyógyulását követően az Arrows-hoz, az őt helyettesítő Henton lett a Tyrrell pilótája.

## Nagydíjak
| #   | Verseny                 | Dátum          | Pálya                     | Győztes pilóta   | Győztes csapat | Összefoglaló |
| --- | ----------------------- | -------------- | ------------------------- | ---------------- | -------------- | ------------ |
| 358 | dél-afrikai nagydíj     | Január 23.     | Kyalami                   | Alain Prost      | Renault        | Összefoglaló |
| 359 | brazil nagydíj          | Március 31.    | Jacarepaguá               | Alain Prost      | Renault        | Összefoglaló |
| 360 | nyugat-amerikai nagydíj | Április 4.     | Long Beach                | Niki Lauda       | McLaren-Ford   | Összefoglaló |
| 361 | San Marinó-i nagydíj    | Április 25.    | Imola                     | Didier Pironi    | Ferrari        | Összefoglaló |
| 362 | belga nagydíj           | Május 9.       | Zolder                    | John Watson      | McLaren-Ford   | Összefoglaló |
| 363 | monacói nagydíj         | Május 23.      | Monaco                    | Riccardo Patrese | Brabham-Ford   | Összefoglaló |
| 364 | kelet-amerikai nagydíj  | Május 23.      | Detroit                   | John Watson      | McLaren-Ford   | Összefoglaló |
| 365 | kanadai nagydíj         | Június 13.     | Circuit Gilles Villeneuve | Nelson Piquet    | Brabham-BMW    | Összefoglaló |
| 366 | holland nagydíj         | Július 3.      | Zandvoort                 | Didier Pironi    | Ferrari        | Összefoglaló |
| 367 | brit nagydíj            | Július 18.     | Brands Hatch              | Niki Lauda       | McLaren-Ford   | Összefoglaló |
| 368 | francia nagydíj         | Július 25.     | Paul Ricard               | René Arnoux      | Renault        | Összefoglaló |
| 369 | német nagydíj           | Augusztus 6.   | Hockenheimring            | Patrick Tambay   | Ferrari        | Összefoglaló |
| 370 | osztrák nagydíj         | Augusztus 15.  | Österreichring            | Elio de Angelis  | Lotus-Ford     | Összefoglaló |
| 371 | svájci nagydíj          | Augusztus 29.  | Dijon                     | Keke Rosberg     | Williams-Ford  | Összefoglaló |
| 372 | olasz nagydíj           | Szeptember 12. | Monza                     | René Arnoux      | Renault        | Összefoglaló |
| 373 | Las Vegas-i nagydíj     | Szeptember 25. | Caesars Palace            | Michele Alboreto | Tyrrell-Ford   | Összefoglaló |

Az ausztrál nagydíj mint tartalékverseny került bejelentésre, amelyet október 3-án tartottak volna, a Melbourne külvárosának számító Ravenhallban. Március 7-én, az idény második versenyeként rendezték volna meg az argentin nagydíjat, de az elmaradt - részben a szponzorok hiánya miatt, részben pedig azért, mert még a meglévők is elbizonytalanodtak a Dél-Afrikában történtek miatt. A politikai környezet sem kedvezett a versenyzésnek, ezért inkább lefújták azt.
Nem rendeztek spanyol nagydíjat sem. Ugyan az előzetes tervek közt szerepelt, hogy Jaramában versenyez a mezőny, a pálya népszerűtlen volt a pilóták körében, a szervezők pedig még az előző évi versennyel kapcsolatosan is egy csomó pénzzel tartoztak a sportszövetségnek. Amikor végre megfizették az adósságaikat, és már dátumot is kapott a futam (június 27.), a pilóták kezdtek el tiltakozni ellene, mondván Jarama veszélyes, túl szűk, és az egész létesítmény elavult. Ezért végül nem rendezték meg a versenyt.
Két új futam is bekerült a naptárba. Az egyik Detroit volt, mégpedig egy utcai pályával, és így ebben az idényben az Egyesült Államokban három futamot is rendeztek - legközelebb erre 2020-ban volt példa, akkor Olaszországban. A másik futam a svájci nagydíj volt, amelyet a nevével ellentétben nem Svájcban rendeztek, hanem Dijonban (Svájcban betiltották a versenyzést az 1955-ös Le Mans-i tragédia után, és a tilalmat majd csak 2015-ben oldották fel, és akkor is csak elektromos járművekre).

## Áttekintés

### Politikai háttér

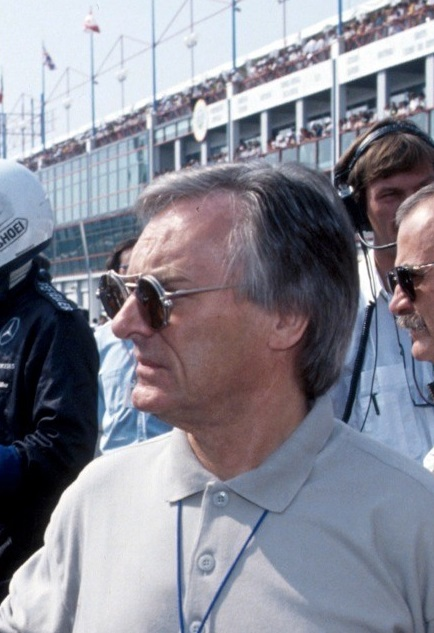
Bernie Ecclestone (egy 1991-ben készült fényképen), mint a Brabham csapat és a FOCA vezetője, volt a kulcsfigura a FISA és a FOCA háborújában

Az 1970-es évek során a Brabham csapat tulajdonosa, Bernie Ecclestone, egyre nagyobb hatalmat szerzett a FOCA (Formula One Constructors Association) felett. Ezen tisztségében elkezdett közvetlenül szerződéseket kötni a pályatulajdonosok és a csapatok között. Többek között ilyen megállapodásokat kötött a televíziós jogdíjak körében. A befolyásának megnövekedése miatt a Nemzetközi Automobil Szövetség (FIA) vezetője, Paul Metternich a francia Jean-Marie Balestre-t tette az immár FISA (Fédération Internationale du Sport Automobile) névre keresztelt felügyeleti szerv élére.
A következő években a FISA és a FOCA, rajtuk keresztül pedig Ecclestone és Balestre rendszeresen egymásnak feszültek. Konfliktusuk során a FOCA oldalán voltak túlnyomó többségben a brit csapatok, a gyári hátterű istállók azonban, mint a Ferrari, a Renault, az Alfa Romeo és a Ligier (valamint az Osella és a Toleman) a FISA-t támogatták. A konfliktusuok először az 1980-as spanyol nagydíjon csúcsosodott ki, amikor a FOCA pilótái bojkottálták a kötelező versenyzői eligazítást, mire a FISA megfenyegette őket, hogy visszavonja a licenszüket. A futamot végül megtartották, de azon csak a FOCA pilótái vettek részt, és ezért azt nem is tekintették világbajnoki futamnak.
Miután 1981-ben sikertelenül próbálkoztak egy rivális versenysorozat indításával, a FOCA-csapatok végül megegyeztek a FISA-val, és ekkor jött létre az első Concorde-szerződés. Ebben lefektették a jövőbeli szabályváltoztatások alapjait azzal, hogy feloldották a nézeteltéréseket, továbbá valamennyi csapat kötelezte magát, hogy minden futamon részt fognak venni az idény során.

### Szabályváltozások és technikai újítások
1982-ben felemelték a küzdelmekben résztvevő autók számát 30-ról 34-re, az egy versenyen maximálisan elrajtolható autók számát pedig 24-ről 26-ra (Monaco kivételével, ahol csak 20 autót engedtek rajthoz állni). Annak érdekében, hogy kiválasszák, kik azok, akik nem indulhatnak a futamon, úgynevezett prekvalifikációt tartottak, amelyen az előző év három leggyengébb csapatának kellett kötelezően részt vennie. Továbbra is érvényben maradt a szabály, miszerint csak a legjobb 11 eredmény számít bele az egyéni összetett végeredményébe. A konstruktőri bajnokságban minden megszerzett pontot nyilvántartottak.
A nyolcvanas évek elején két technológia forradalmasította a sportágat: a szívóhatást (ground effect) kihasználó autók és a turbómotorok. 1977-ben a Lotus csapat volt az, amely forradalmasította az aerodinamikát a Lotus 78 típusmegjelölésű autójukkal. A Venturi-hatást kiaknázó kasztni alatt minél alacsonyabban tartották a légnyomást, annál jobban tapadt az aszfalthoz - ehhez oldalt különleges oldalelemek, úgynevezett szoknyák is kellettek, hogy sehol ne szivárogjon be oldalt levegő. A technika elképesztő tapadást és nagy kanyarsebességet biztosított, felmerültek azonban komoly biztonsági aggályok is ezzel kapcsolatban. Ezért már 1981-ben betiltották a mozgatható szoknyákat és előírták, hogy az autóknak legalább 6 cm-es távolságot tartaniuk kell az aszfalttól.

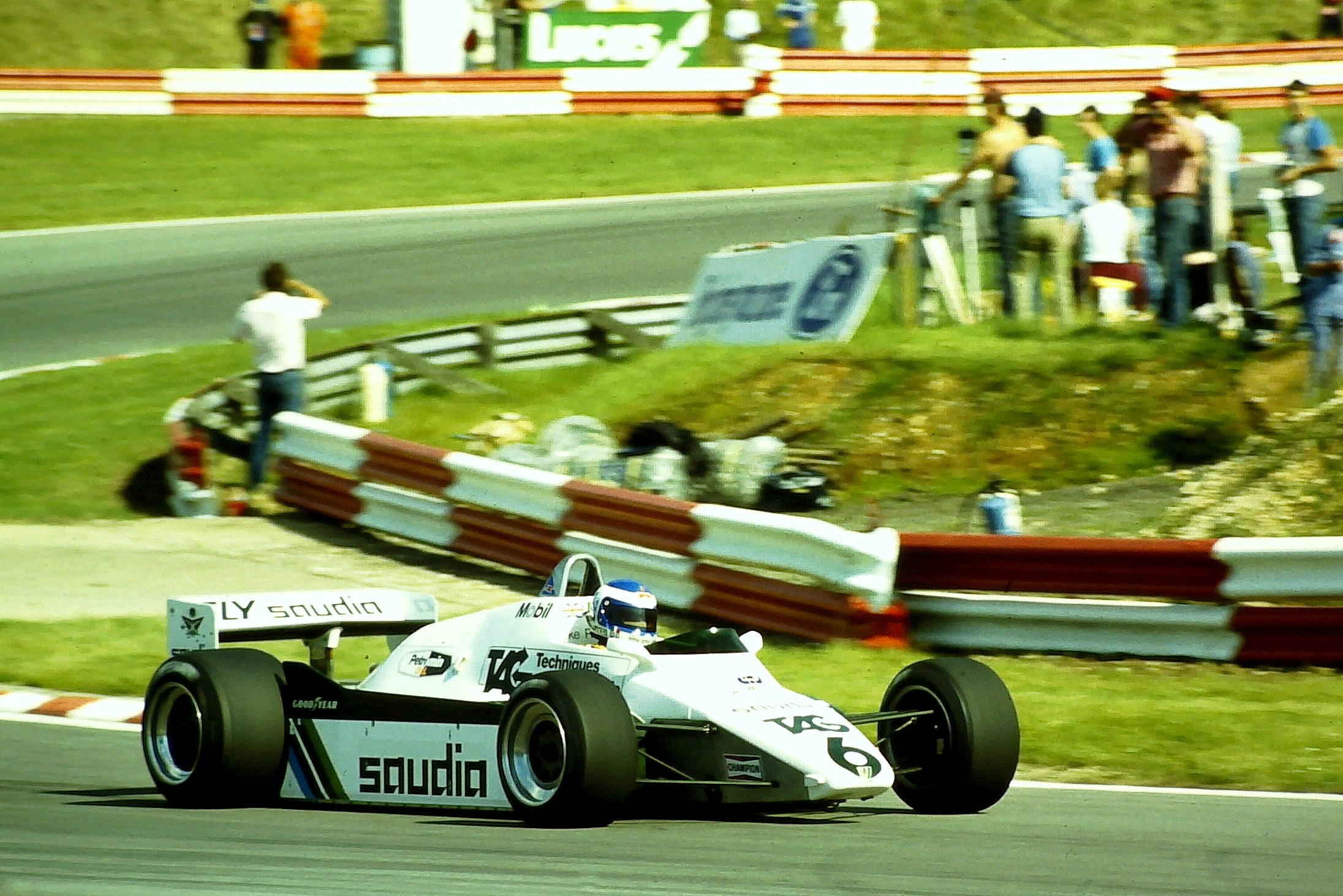
1989-ig a Williams FW08 volt az utolsó szívómotoros autó, amely világbajnoki címet tudott szerezni

Ahhoz, hogy a technológia előnyeit maximálisan ki tudják aknázni a csapatok, rendkívül kemény felfüggesztés-beállításokat kellett használniuk. Ez azt is jelentette, hogy minden egyes pályahiba rendkívüli fizikai kihívást jelentett a versenyzőknek, akiket az autó össze-vissza rázott. Ráadásul a nagy kanyarsebességek miatt nagy erőhatások érték a pilótákat és a felfüggesztéseket is - utóbbiak ezért hajlamosak voltak eltörni. Ott volt még a szívóhatás időszakos meg-megszűnése miatt jelentkező pattogás, az úgynevezett "delfinezés" is, ami miatt nagyon nehezen lehetett a járműveket uralni. A hepehupás aszfaltozású pályákon történő vezetés sokak számára igazi kínszenvedés volt, Riccardo Patrese például feladta a brazil nagydíjat kimerültség miatt. Más pilóták szédülésre és homályos látásra panaszkodtak.
A szívóhatás még komolyabb problémákat okozott, miután megjelentek a turbómotorok. 1977-ben a Renault volt az, amely RS1 típusmegjelölésű autójával először hozta el a technológiát a Formula–1-be, miután a szabályok ekkortól megengedték azt, hogy a 3 literes szívómotorok mellett másfél literes turbómotorok is használhatóak legyenek. A turbókkal kezdetben rengeteg probléma volt: gyorsak voltak, de borzasztóan megbízhatatlanok. Ott volt még a késleltetett turbóhatás néven ismert jelenség, amely alapján a gázpedálra lépés és a turbóerő megjelenése között jelentős és kiszámíthatatlan hosszúságú szünet volt. Ennek köszönhetően ezeket az autókat igen nehéz volt vezetni. 1979-ben aztán a Renault megszerezte első győzelmét, majd 1981-ben már a Ferrari is megépítette a saját motorját. 1982-től a Toleman csapat vette használatba a Hart turbómotorjait, valamint a Brabham kezdte el, ha nem is minden futamon, a BMW-motorok alkalmazását. Az Alfa Romeo is megépítette saját V8-as turbómotorjait, ezeket azonban csak tesztelte az idény során, helyette a végletekig továbbfejlesztett 3 literes szívómotorjával versenyzett. A FOCA-csapatok döntő többsége a már 1967 óta használt Ford-Cosworth DFV szívómotor mellett maradt továbbra is.
Az előző idény során a McLaren csapat mutatta be először a Formula–1 első szénszálas monocoque kivitelű kasztniját, amely könnyebb és egyszersmind merevebb szerkezetet biztosított. Az autójuk gyors volt (megnyerte a brit nagydíjat), amellett biztonságos is (Watson az olasz nagydíjon karcolásokkal úszott meg benne egy hatalmas balesetet), ezért más csapatok is alkalmazni kezdték. Elsőként a Lotus, amely a betiltott 88-as típusú autóján szerette volna bemutatni, végül a Lotus 91-es modellel debütált.
A forradalmi megoldások ellenére a szívómotoros csapatok egyértelmű hátrányban voltak a turbómotorosokkal szemben. Emiatt különféle kiskapukat kezdtek el kihasználni. Az egyik ilyen volt, hogy az autókat a futam elején és a futam végén úgy mérlegelték, hogy a verseny után lehetőség volt az olaj és a hűtőközeg újratöltésére. A csapatok ily módon az autóikat a szabályok által megengedettnél könnyebbre építették, a szükséges plusztömeget pedig beépített víztartályokkal biztosították. Azt állították, hogy a víz feladata a fékek hűtése, csakhogy azt szinte a boxutca elhagyása után már elkezdték elfolyatni. Az autók minimális tömege ebben az évben 580 kg-ra csökkent, és előírták azt is, hogy mindenkinek kötelezően alkalmaznia kell a pilótát védő túlélőcellát.
Négy gumigyártó volt ebben az évben jelen: a Goodyear, a Michelin, a Pirelli és az Avon. Bár 1980-ban betiltották őket, most újra visszatértek az időmérős gumiabroncsok, amelyek nagyobb tapadásra voltak képesek. A szabályok azonban kimondták, hogy egy időmérő alatt legfeljebb két szett gumit lehetett elhasználni, ami rendkívüli veszélyeket hordozott magában - a hamar elkopó speciális gumik miatt a pilótáknak minden körüket úgy kellett összerakni, hogy az a lehető leggyorsabb legyen, és emiatt kockázatot is vállaltak; amellett jó időt csak tiszta körülmények között lehetett autózni.

## Az idény

### A szezon rajtja
Dél-Afrikában indult a bajnoki idény, méghozzá egy héttel a futam előtt egy kollektív teszten. Itt Prost futotta meg a legjobb időt, méghozzá nyolc másodperccel jobbat, mint az addigi pályarekord. Marc Surer balesetet szenvedett az Arrows-szal, emiatt pedig úgy megsérült, hogy egyelőre nem vállalhatta a versenyzést - a helyére Patrick Tambay került. Jochen Mass is összetörte a March-ot, de ő megúszta. Mivel a Ferrari új autója még nem volt készen, így ők az előző évi modell egy átalakított változatával teszteltek. A Brabham csapat először tesztelte a BMW-turbómotoros BT50-est, megelégedésükre.

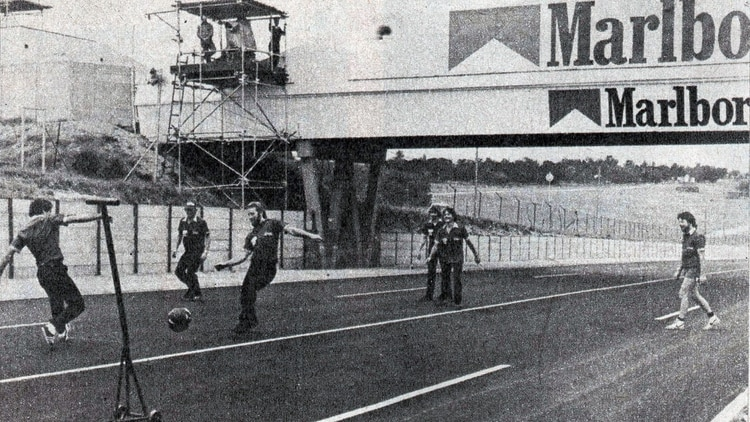
Szerelők fociznak a versenypályán a sztrájk ideje alatt

Még mielőtt elrajtolt volna a szezonnyitó, valamennyi pilóta levelet kapott a FISÁ-tól a szuperlicensszel kapcsolatosan. Ezt újonnan vezették be, és megtiltotta a pilótáknak, hogy idény közben (vagy azt követően akár három évig) csak úgy átigazolhassanak egyik csapattól a másikhoz. Ha mégis megtették volna, a szuperlicenszük visszavonásra kerülhetett volna, amelynek hiányában nem versenyezhettek. Az új dokumentum továbbá megtiltott a pilótáknak minden olyan magatartást, amely a Formula–1 anyagi vagy erkölcsi érdekeit veszélyeztette. A sportágba frissiben visszaérkező Laudának ez egyáltalán nem tetszett és felkereste Pironit, a pilóták érdekvédelmi szervezetének, a GPDA-nek a vezetőjét. Ő beszélt több pilótával is, és közülük hatan meg is tagadták a szuperlicensz aláírását: Lauda, Pironi, Villeneuve, Arnoux, Bruno Giacomelli és Andrea de Cesaris.
A versenyhétvége szerdáján, közvetlenül a szabadedzések előtt egy találkozón vettek részt a csapatok, a versenyzők és az FIA képviselői. Pironi a versenyzők nevében előterjesztette a szuperlicensz kapcsán egyet nem értésüket. Balestre erősen vágott vissza és kizárta az összes olyan pilótát a másnapi szabadedzésről, aki nem írta alá. Válaszul a pilóták, Jochen Mass és Teo Fabi kivételével sztrájkba léptek és egy hotelbe távoztak. Ez másnap is tartott, viszont a versenyhétvégének már meg kellett volna kezdődnie. A versenyzők végül valamelyest biztosítékokat kaptak, hogy a szuperlicensz ilyen formában nem lesz bevezetve, egyszersmind valamennyiüket megbüntették 5000 dollárra. Az eseményt követően nem sokkal a GPDA feloszlott, helyette létrejött a professzionális versenyzők érdekvédelmi szervezete (PRDA).
Az időmérő edzésen Arnoux szerezte meg a pole pozíciót, Piquet, Villeneuve és Patrese előtt. A rajtnál Arnoux jól jött el, nem úgy Piquet, aki vissza is esett ötödiknek (majd akárcsak Villeneuve, ki is esett), Prost pedig már második volt. A 14. körben megelőzte csapattársát, és egészen a 41. körig az élen állt. Ekkor defekt miatt kereket kellett cserélnie, de az új abroncsokkal sokkal gyorsabb volt, mint a többiek, visszaállt az élre és győzött is. Reutemann lett a második, Arnoux pedig a harmadik. A visszatérő Lauda a negyedik helyen zárt.
A mezőny ezután Brazíliába utazott. A Brabham egyelőre úgy döntött, hogy nem használja a turbómotoros BT50-est a megbízhatatlansága miatt, hanem helyette visszaváltottak az előző évi autó BT49D típusú átalakított változatára. Ezúttal Prost szerezte meg a pole pozíciót, méghozzá olyan idővel, ami 6 másodperccel volt gyorsabb, mint az előző évi győztesé, Piquet-é. A második helyről rajtoló Villeneuve átvette a vezetést, a két Renault-t pedig még Rosberg is lerajtolta. Ez azonban csak az első körig tartott így, utána rögtön visszavették tőle a helyet. Villeneuve a verseny feléig vezetett, de ekkor kipördült. Piquet átvette a helyét az élen, szorosan mögötte Rosberg haladt, és végül így is futottak be. Prost csak harmadik lett. Az időjárási körülmények és az autók okozta extrém igénybevétel miatt több versenyző is rosszul érezte magát: Patrese feladta a versenyt féltávnál, Piquet pedig elájult a dobogón. A versenyt követően a Ferrari és a Renault is óvást jelentett be, mondván hogy a Williams és a Brabham által használt "vízhűtéses fékek" illegálisak. Az ügyet a FISA tárgyalta, de amíg döntés született benne, lezajlott egy újabb verseny.

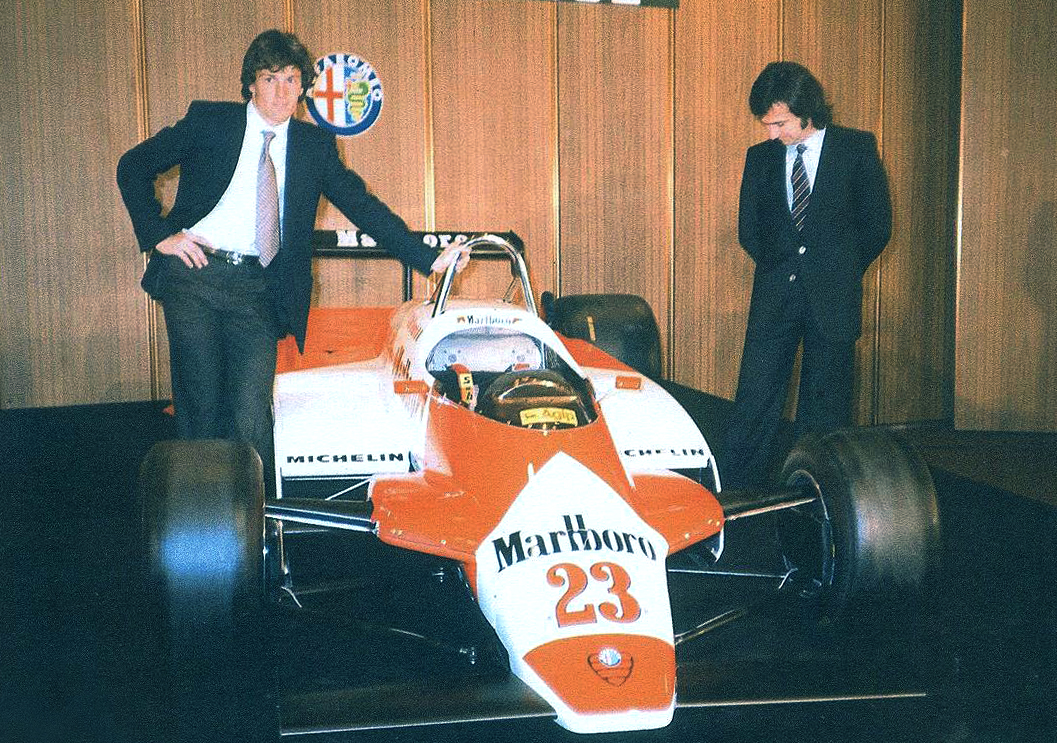
Andrea de Cesaris (balra) meglepetésszerű pole pozíciót érte el Long Beach-en

Ezúttal az Egyesült Államokban, Long Beach-en versenyzett a mezőny, ahol az időmérőn kezdetben Lauda autózott egy nagyon jó kört, a vége felé aztán de Cesaris egy elképesztően jót rakott össze az Alfa Romeóval, megszerezve így a pole-t. A dolog pikantériája az volt, hogy de Cesarist éppen Lauda kedvéért rakta ki 1981 végén a McLaren. A futamon jól is rajtolt, ő jött el az élen, Arnoux pedig feljött a második helyre. A hatodik körben Bruno Giacomelli ki akarta fékezni Laudát, de elszámította magát, összeütköztek Arnoux-val és mindketten kiestek. A harmadik helyet így Villeneuve örökölte meg. Pironi és Prost egymástól független versenybalesetekben kiestek, a 15. körben pedig Lauda átvette a vezetést. A versenytáv felénél de Cesaris motorhiba miatt kiesett, Rosberg pedig a második helyre jött fel. Így is futottak be: Lauda mindössze a visszatérését követő harmadik versenyen már győzni tudott, Rosberg mögött pedig Patrese lett a harmadik. Villeneuve-öt utólag kizárták, mert a Ferrari, válaszul a Williams és a Brabham trükközéseire, egy különleges, dupla hátsó szárnyat vetett be.

### Európai versenyek
Még mielőtt a mezőny elrajtolt volna Imolában. a FIA fellebbviteli bírósága a Ferrarinak és a Renault-nak adott igazat a brazil nagydíjon történtek miatt, és utólag kizárta Piquet-t és Rosberget, így Prost lett a győztes, Watson és Mansell előtt. Az eset hatására úgy rendelkeztek, hogy az autókat a verseny után úgy kell mérlegelésre vinni, ahogy befejezték a futamot. Mivel az óvás csak Piquet és Rosberg ellen irányult, Watson annak ellenére lehetett második, hogy a McLaren is ugyanazt a vízhűtéses fék-trükköt alkalmazta. A FOCA-csapatok erre a soron következő San Marinó-i nagydíj elhalasztására tettek indítványt, hogy a köztes időben meg tudják tárgyalni a sportágat érintő szabályok módosítását. A verseny szervezői ebbe nem mentek bele, mire válaszul a FOCA-csapatok többsége bojkottálta a versenyt. Mindössze 14 autó állt rajthoz: Arnoux szerezte meg a pole-t Prost előtt, a második sor pedig a két Ferrarié lett, Villeneuve-Pironi sorrendben. Az imolai pálya gyors jellege miatt Mauro Forghieri arra kérte a versenyzőket, hogy takarékoskodjanak az üzemanyaggal. A rajtnál a két Ferrari lerajtolta Prostot, aki nem sokkal később ki is esett. A 44. körben Arnoux is fel kényszerült adni a futamot, így a két Ferrari állt az élre. A csapat táblákkal jelezte nekik, hogy spóroljanak a benzinnel, amit Villeneuve nyugtázott is és úgy vélte, akkor ez azt jelenti, hogy ebben a sorrendben futnak be és ő lesz a győztes. Pironi azonban fittyet hányt erre, a 46. körben megelőzte csapattársát, aki erre a nyomába eredt. Háromszor előzték oda-vissza egymást, végül aztán Pironit intették le győztesként. Villeneuve tajtékzott a dühtől, amiért csapatársa nem tartotta be a csapat utasítását, és kijelentette, hogy többé nem fog beszélni Pironival.
Két héttel később Zolderban, Belgiumban folytatódtak a küzdelmek. Az időmérő edzésen Villeneuve a második szett, már használt időmérős gumijaival próbált összerakni egy jó kört, ami nem sikerült neki, mert Pironi ideje még mindig jobb volt az övénél. Ezután meglepetésre nem ment el egy levezető körre, hanem egy újabb gyors kört kezdett meg. A feltételezések szerint mindezt azért tette, hogy a köztük kialakult ellenséges viszony miatt visszavágjon neki és mindenképp megelőzze. Ez nem bizonyos, mert Forghieri utólagos elmondása szerint Villeneuve a boxutcába akart hajtani a kör végén. Ám ennek során utolérte Jochen Mass-t egy balkanyarban, aki sokkal lassabban haladt nála. Mass jobbra húzódott, hogy elengedje őt, de Villeneuve valamiért szintén jobbra húzódott, hogy ott előzzön. A két autó összeütközött, Villeneuve autója a levegőbe repült, szaltózni kezdett, ő maga pedig kizuhant belőle és a szemközti kerítésbe csapódott. Az óriási balesetet esélye sem volt túlélni, aznap este a kórházba szállítást követően meghalt. A Ferrari visszalépett a hétvége további részétől, így a versenyt John Watson nyerte. Rosberg második lett, mögötte Lauda harmadik, de őt utólag kizárták, mert az autója tömege nem érte el a minimálisat. A pontszerző helyek a FOCA-csapatoké lettek, Piquet volt köztük az egyetlen, aki turbómotorral szerzett pontot, miután a BT50-est újra bevetették.
A tragikus eseményt követően úgy érkezett a mezőny Monacóba, hogy a Ferrari csak Pironit indította. Arnoux szerezte meg a pole pozíciót, de megpördült és végül Prost vette át a vezetést. Ő nagy előnyt épített ki az élen, de a megérkező eső kaotikus befutót hozott. Prost kiesett, a vezetést pedig Patrese vette át, aki még mindig a szívómotoros Brabham BT49-et vezette. Az utolsó előtti körben aztán kipördült és megállt alatta az autó, így Pironi vette át a vezetést, mögötte de Cesarisszal. Az utolsó körben aztán Pironi, de Cesaris, és a mögöttük haladó Derek Daly autója is megállt, mert mindegyiküknek elfogyott az üzemanyaga. Patresének közben sikerült újraindítania az autóját, és általános meglepetésre ő lett az, akit végül győztesként intettek le, megszerezve így élete első futamgyőzelmét. Pironi mindennek ellenére lett második, de Cesaris pedig harmadik. Ekkor Prost, aki a brazil nagydíj óta még csak pontot sem szerzett, még mindig vezette a tabellát, egy ponttal Watson és két ponttal Pironi előtt.

### Észak-amerikai versenyek

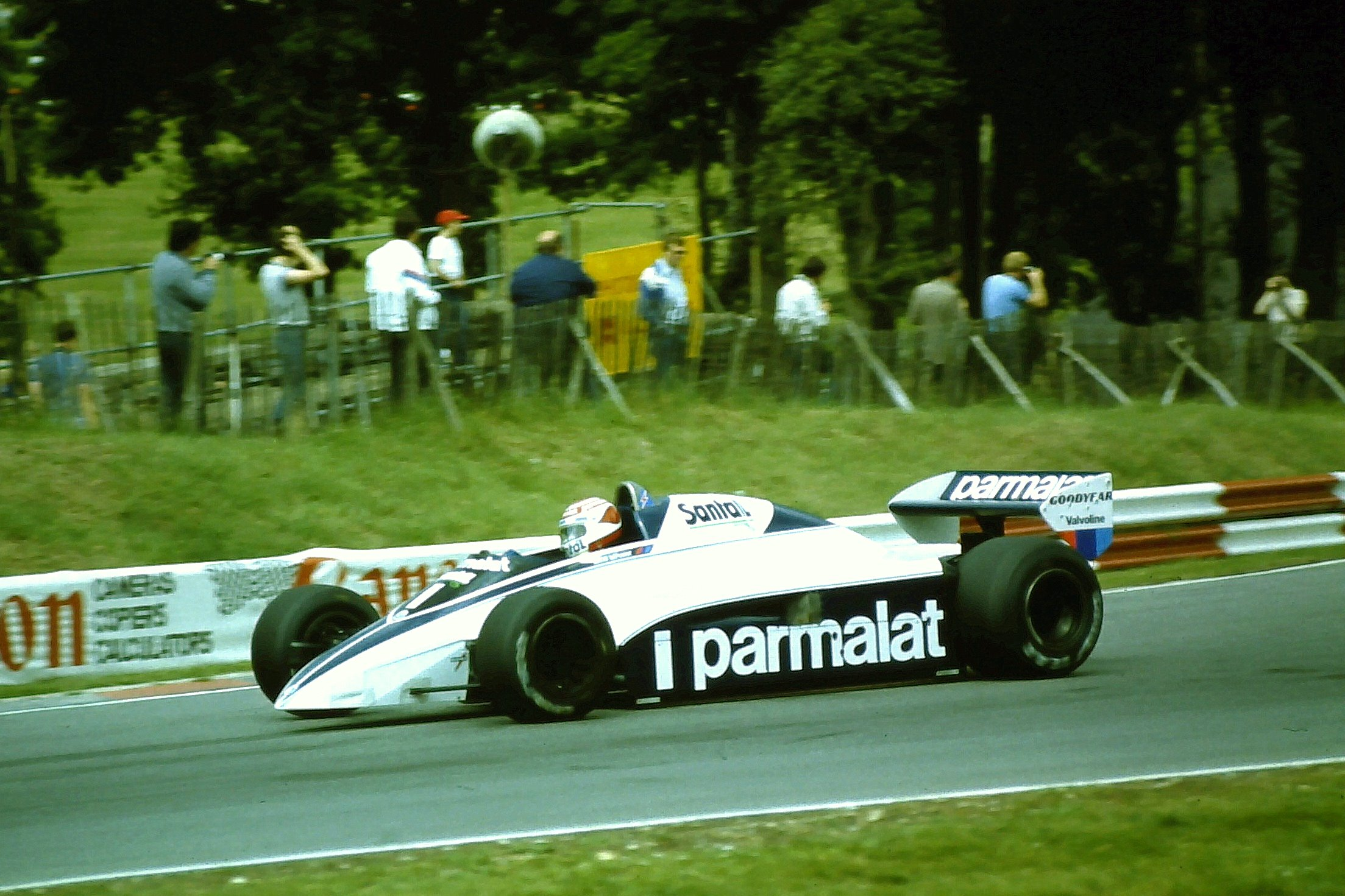
A címvédő Piquet még kvalifikálni sem tudott Detroitban, Kanadában azonban győzött

Detroitban most először versenyzett a száguldó cirkusz mezőnye, ami nem indult egyszerűen: az utcai pályán, ahol azelőtt még sosem rendeztek versenyt, a szervezők nem készültek el mindennel időben. Az emiatt lerövidített időmérő edzésen Prost szerezte meg a pole pozíciót de Cesaris és Rosberg előtt. A negatív meglepetést Piquet szolgáltatta, akinek a BMW-motoros BT50-ese megadta magát és emiatt, valamint a tartalékautó gyengesége miatt nem tudott kvalifikálni a versenyre. A versenyt Prost kényelmesen vezette, mígnem egy hármas baleset miatt, amelyben Roberto Guerrero, Riccardo Patrese és Elio de Angelis voltak érintettek, a futamot piros zászlóval megszakították. Az újraindítás után Prost, Rosberg és Pironi jöttek el az első három helyen. Prost műszaki hiba miatt lelassult és alaposan visszaesett, az élen pedig Rosberg és Watson álltak. Utóbbi a 17. helyről rajtolt és a Michelin abroncsok jelentette előny miatt egyre feljebb jött a mezőnyben. Végül miután Rosberget váltóhiba sújtotta, átvette a vezetést és meg is nyerte a nagydíjat, Eddie Cheever és Didier Pironi előtt. Ezzel pedig a világbajnoki összetettben is az élre állt.
Kanadában újabb tragédia történt. Pironié lett a pole pozíció, de a rajtnál lefulladt. Autóját telibe találta hátulról Riccardo Paletti az Osellával, aki mindössze a második nagydíján rajtolt el. Paletti súlyosan megsérült, ráadásul az autója kigyulladt, miközben menteni próbálták. Sérüléseibe nem sokkal később belehalt. A versenyt újraindították, amit aztán Piquet nyert meg a BMW-motoros Brabhammel, a második helyen pedig Patrese végzett, a Ford-motoros Brabhammel. Mögöttük Watson lett a harmadik. Ez volt a sportág történetében a Brabham utolsó kettős győzelme. Watson továbbra is vezette a bajnokságot, már egy nagyobb előnnyel Pironi előtt, Patrese pedig harmadik volt.

### Vissza Európába

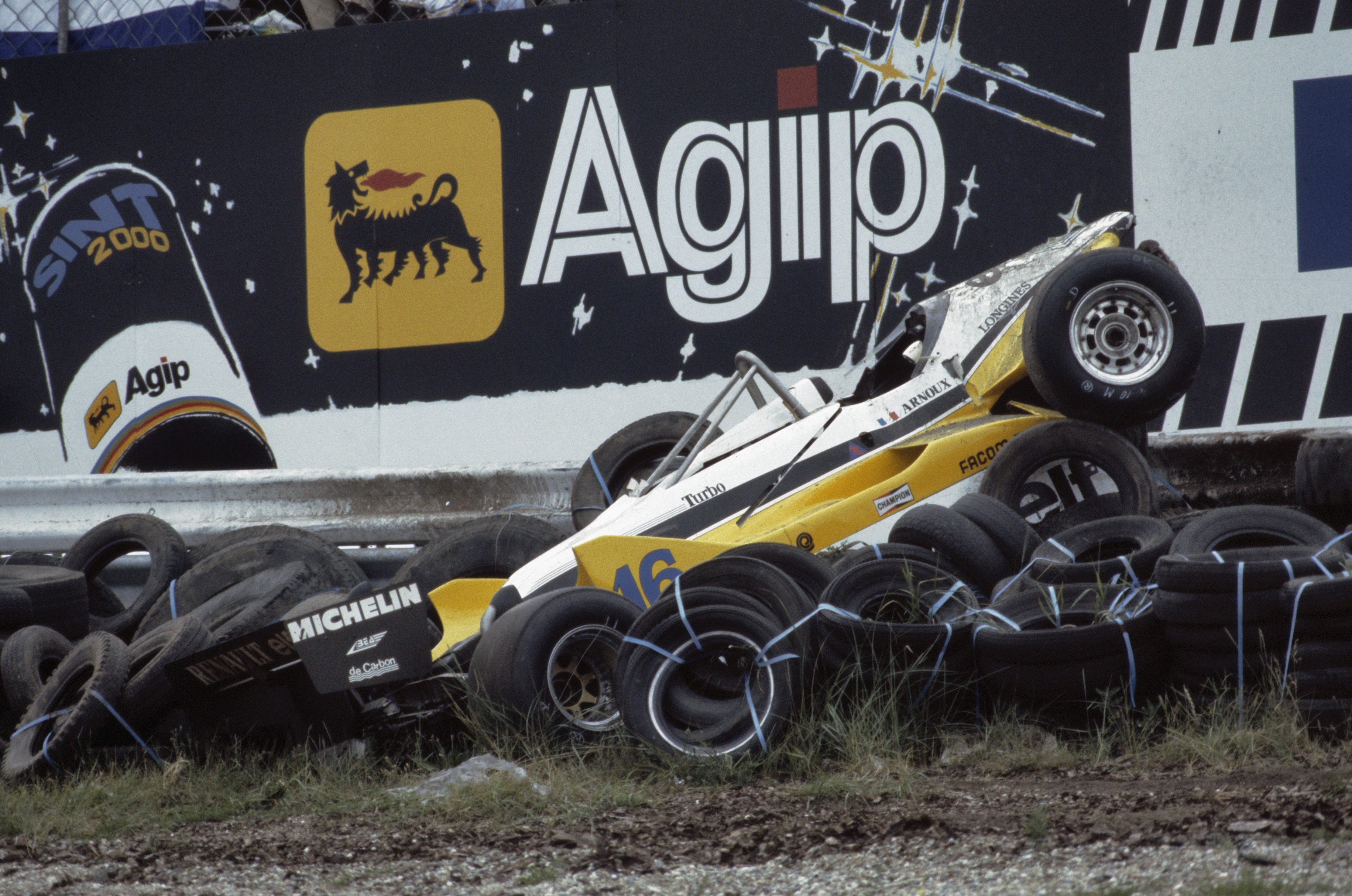
Arnoux hatalmas balesete a holland nagydíjon

A holland nagydíjra a Ferrari végre megnevezte Villeneuve utódját Patrick Tambay személyében. A Renault-pilóták újra kibérelték az első sort, ezúttal Arnoux végzett az élen. A rajtnál aztán Prost jött el jobban, mögötte Arnoux és Pironi haladt. A második körben Pironi feljött a második helyre, majd nem sokkal később átvette a vezetést. Prost kiesett, Arnoux pedig csak szerencsével úszott meg egy balesetet, miután a bal első kereke egy falérintés miatt leszakadt, ő pedig a gumifalba csapódott. Végül Pironi nyerte meg a versenyt, Piquet és Rosberg előtt.

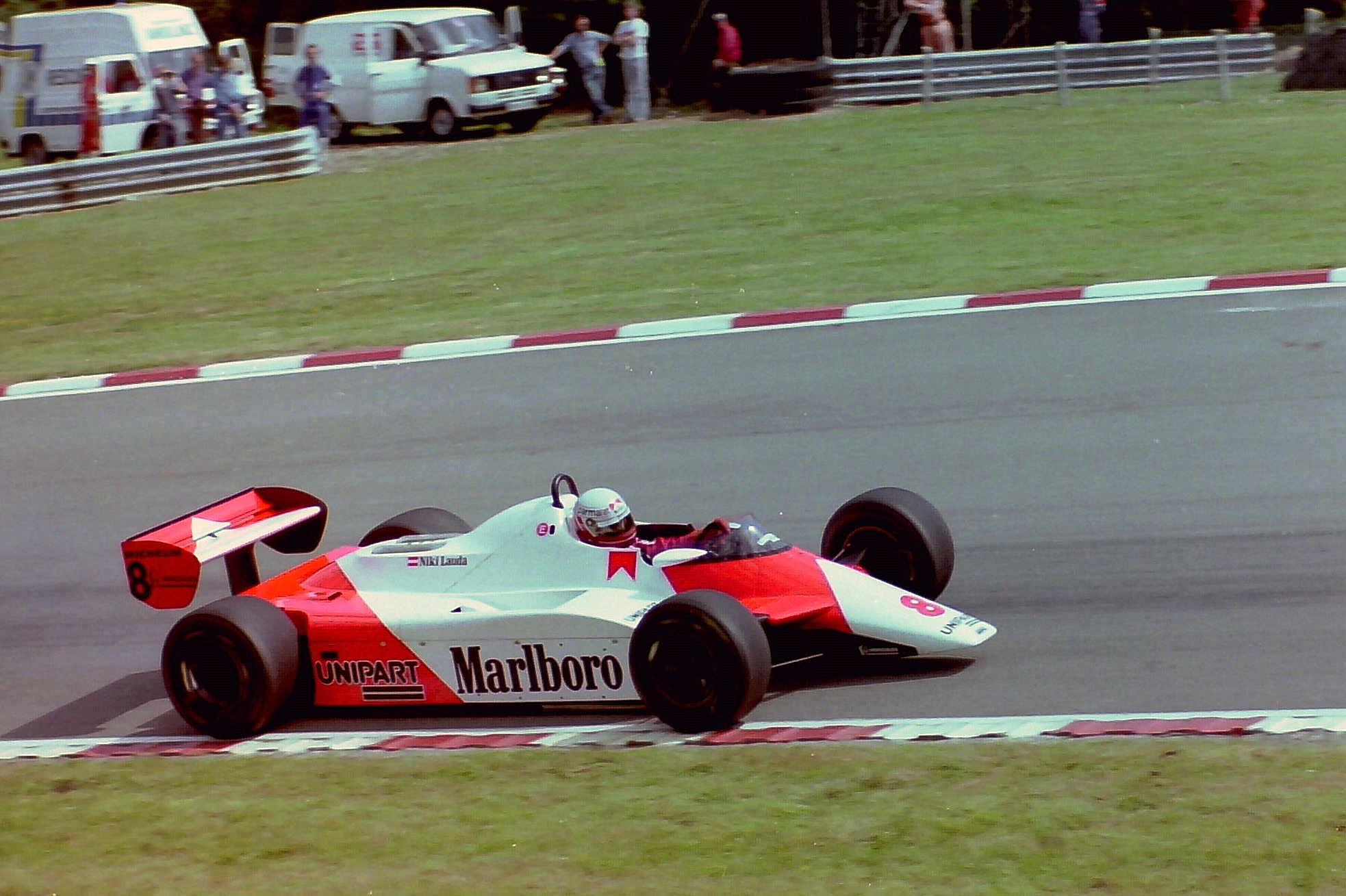
A visszatérő Niki Lauda kétszer is győzni tudott 1982-ben

A brit nagydíjat Brands Hatch-ben rendezték, ahol a Brabham csapat új tervet eszelt ki: csak félig megtankolt autóval vágtak neki a versenynek és lágyabb gumikkal rajtoltak. Verseny közben aztán terveik szerint a boxkiállás során megtankolták volna az autót és friss gumikat raktak volna fel, amellyel a futam második felében gyorsabbak lehettek a többieknél és így esélyesek a győzelemre. Ezúttal pedig mindkét versenyzőjük a BT50-essel állt rajthoz. Meglepetésre Rosbergé lett a pole, de már a rajtnál problémái voltak: technikai gondok miatt leállt az autója a felvezető kör megkezdése előtt, és hiába tolták be a szerelői, az utolsó helyről kellett kezdenie a versenyt. Patrese, aki így legelölről rajtolhatott, szintén lefulladt, Arnoux és Fabi pedig belerohantak, így mindhárman kiestek. Noha Piquet ott volt az élen, a kidolgozott technikájukat nem tudták kipróbálni, mert néhány kör után kiesett. Lauda így zavartalanul nyerte a versenyt Pironi és Tambay előtt. Pironi átvette a vezetést az összetettben, ötpontos előnnyel Watson előtt.
A francia nagydíjon, ahogy számítani lehetett rá, a Renault került az első sorba. A pole-t Arnoux szerezte meg, viszont a csapat úgy gondolta, hogy mivel Prost áll jobban a világbajnoki összetettben, ezért ha kettős győzelem lehetősége állna fenn, akkor neki kell nyernie. Arnoux azonban nem így gondolta és csapattársa bosszúságára ő lett a futamgyőztes, a harmadik helyen Pironi futott be. Egy nagy baleset is történt, ugyanis Mass hátulról belehajtott Mauro Baldi autójába, majd a March fejtetőre állt és nagy sebességgel a nézőkkel teli lelátó védőkorlátjába csapódott. Csodával határos módon mindenki megúszta kisebb sérülésekkel, de Mass soha többé nem ült Formula–1-es autóba. A nagydíjat követően Pironi már kilenc ponttal vezetett Watson előtt az egyéni bajnokságban, és ő lett a világbajnoki cím legnagyobb esélyese.
A német nagydíjon aztán minden megváltozott. Pironi pole pozíciót érő időt autózott, de az esős körülmények között nem sokkal később beleütközött Prost autójába. Az autója a levegőbe repült, majd hatalmas erővel becsapódott. Olyan durva lábsérüléseket szenvedett, hogy sokáig az amputáció lehetősége is felvetődött. Karrierje lényegében véget is ért ezzel. Miután senki nem autózott jobb időt nála, a pole pozíciót üresen hagyták a másnapi futamon. A Brabham újfent meg akart próbálkozni a verseny közbeni tankolós-kerékcserélős trükkel, és ezúttal úgy tűnt, sikerülni is fog. Csak aztán amikor az élen haladó Piquet megpróbálta lekörözni Eliseo Salazart, összeütköztek, és kiestek. Piquet olyan dühös volt, hogy miután kipattant az autóból, ütlegelni és rugdalni kezdte Salazart. A versenyt végül Tambay nyerte, akinek ez volt élete első futamgyőzelme, közvetlenül Arnoux és Rosberg előtt.
Az osztrák nagydíj nem a turbómotoros autók hétvégéje volt, ugyanis egymás után estek ki. Prost vezette a versenyt, de öt körrel a vége előtt ő is kiállt. A győzelemért így végül de Angelis és Rosberg küzdöttek, és előbbi megszerezte élete első futamgyőzelmét, rendkívül szoros, mindössze 5 századmásodperces előnnyel. A Brabhamnek ezúttal végre sikerült kipróbálnia a verseny közbeni tankolást, de semmire nem mentek vele, mert kiestek.
Következett a svájci nagydíj, amelyet Rosberg nyert, akinek szintén ez volt az első futamgyőzelme. A pole-t Arnoux szerezte meg, mögötte Prosttal, de Rosberg mindkettejüknél gyorsabb volt. Ez az eredmény azt is jelentette, hogy átvette a vezetést a bajnoki összetettben.

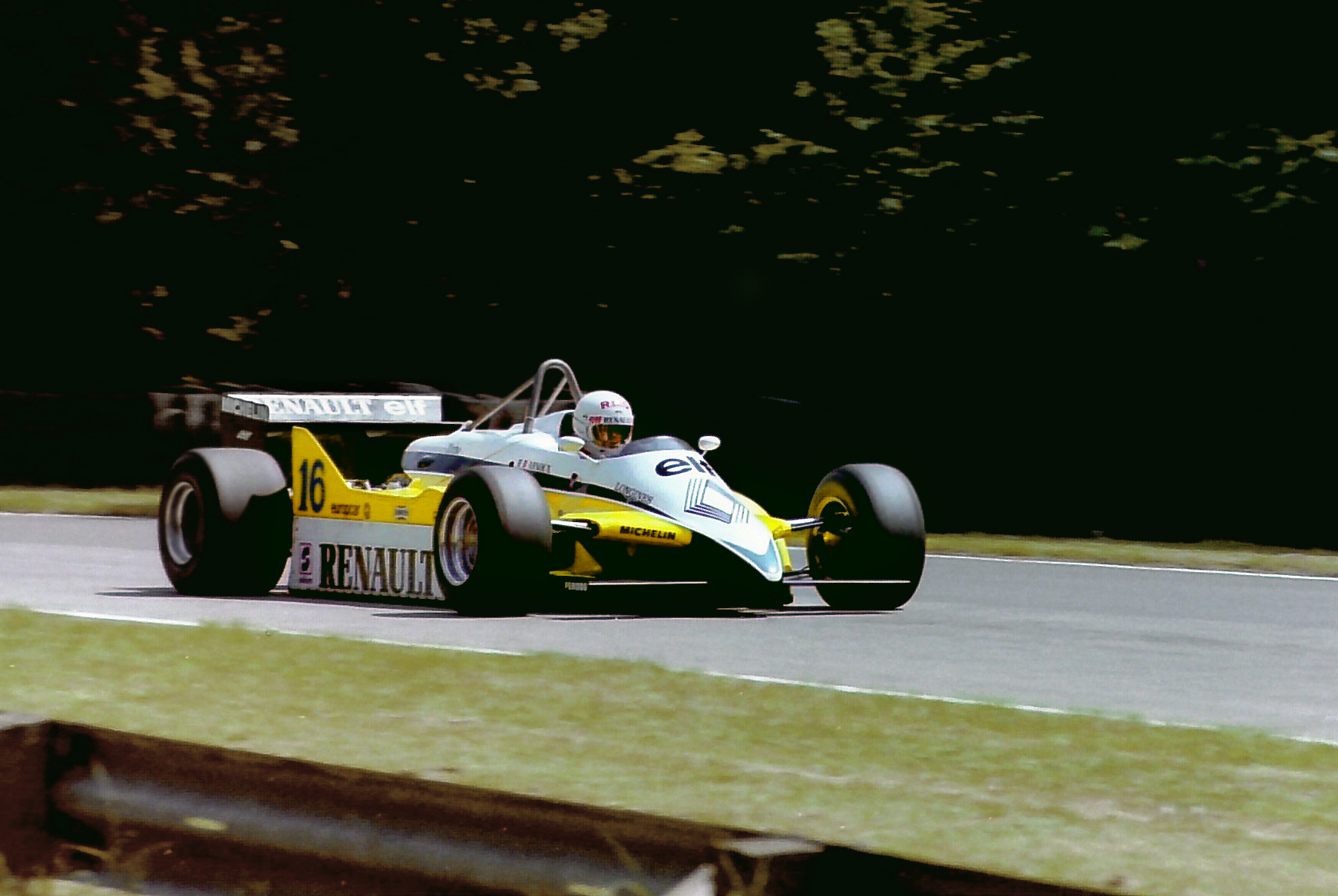
A Renault volt az időmérő edzések favoritja, megbízhatósági gondjaik miatt a versenyeken mégsem voltak sikeresek

Az olasz nagydíjon Mario Andretti ülhetett be Pironi megüresedett helyére, és mindjárt pole pozíciót is szerzett. Győzelemre ezt nem tudta váltani, mert Arnoux nyert, és ő végül csak harmadik lett, Tambay második helyével a Ferrari egy kettős dobogót ért el. Rosberg csak nyolcadik lett, így egyetlen pontot sem szerzett. Watson azonban a negyedik helyével szerzett három pontot, és reális esélye volt arra, hogy kis szerencsével világbajnok lehessen. Ehhez mindenképpen győznie kellett volna úgy, hogy Rosberg közben egy pontot sem szerez.
Az idény ebben az évben is Las Vegasban zárult, a Caesars Palace kaszinó parkolójában. Ismét a két Renault végzett az élen az időmérő edzésen, Prost került pole pozícióba. A futamot elképesztő hőségben rendezték meg, Arnoux ki is állt, Prostnak pedig a hólyagosodó gumiabroncsai miatt lettek gondjai. Végül Michele Alboreto volt, aki meglepetésszerű győzelmet aratott a Tyrrell-lel. Watson második lett, Rosberg pedig ötödik, ami elég volt ahhoz, hogy világbajnok lehessen. Mike Hawthorn 1958-as bajnoki címe óta senki nem nyert világbajnokságot egyetlen győzelemmel. Csapata, a Williams mindössze konstruktőri negyedik lett, a bajnoki címet a Ferrari szerezte meg, amely, ha nem érték volna sorozatosan tragédiák, az egyéni címet is bezsebelhette volna (Pironi úgy is bajnoki ezüstérmes lett, hogy az utolsó négy futamon részt sem tudott venni). A Renault csapat, amely dominált az időmérő edzéseken, és tíz pole pozíciót is szerzett, végül a gyenge megbízhatóság miatt csak harmadik lett.

### Az idény után
1982. december 16-án meghalt Colin Chapman, a Lotus csapat tulajdonosa, ezzel egy újabb szomorú hírrel zárult az év. A FISA bejelentette, hogy megteszi a szükséges óvintézkedéseket a pilóták biztonsága érdekében, és 1983-tól azonnali hatállyal betiltotta a szívóhatás használatát.
Az idény egyszerre volt botrányos, tragikus, és csodás eredményekkel teli. A 16 futamot 11 különböző pilóta nyerte meg, és senki nem nyert kettőnél többször. Sorozatban kilenc futamot nyert kilenc különböző pilóta, öten közülük pedig életük első győzelmét aratták.

## A bajnokság végeredménye

### Versenyzők
Pontozás:
| Helyezés | 1. | 2. | 3. | 4. | 5. | 6. | 7.-20. |
| -------- | -- | -- | -- | -- | -- | -- | ------ |
| Pont     | 9  | 6  | 4  | 3  | 2  | 1  | 0      |

Pontokat az első hat helyezett kapott. Az egyéni világbajnokságban csak a tizenegy legjobb eredmény számított, de mivel egyetlen versenyző sem szerzett pontot tizenegynél több alkalommal, ezért ezt a szabályt nem kellett alkalmazni.
| Helyezés | Versenyző          | RSA | BRA | USW | SMR | BEL | MON | USE | CAN | NED | GBR | FRA | GER | AUT | SUI | ITA | LVS | Pont |
| -------- | ------------------ | --- | --- | --- | --- | --- | --- | --- | --- | --- | --- | --- | --- | --- | --- | --- | --- | ---- |
| 1        | Keke Rosberg       | 5   | KIZ | 2   | VL  | 2   | KI  | 4   | KI  | 3   | KI  | 5   | 3   | 2   | 1   | 8   | 5   | 44   |
| 2        | Didier Pironi      | 18  | 6   | KI  | 1   | VL  | 2   | 3   | 9   | 1   | 2   | 3   | NI  |     |     |     |     | 39   |
| 3        | John Watson        | 6   | 2   | 6   | VL  | 1   | KI  | 1   | 3   | 9   | KI  | KI  | KI  | 9   | 13  | 4   | 2   | 39   |
| 4        | Alain Prost        | 1   | 1   | KI  | KI  | KI  | 7   | NR  | KI  | KI  | 6   | 2   | KI  | 8   | 2   | KI  | 4   | 34   |
| 5        | Niki Lauda         | 4   | KI  | 1   | VL  | KIZ | KI  | KI  | KI  | 4   | 1   | 8   |     | 5   | 3   | KI  | KI  | 30   |
| 6        | René Arnoux        | 3   | KI  | KI  | KI  | KI  | KI  | 10  | KI  | KI  | KI  | 1   | 2   | KI  | 16  | 1   | KI  | 28   |
| 7        | Patrick Tambay     |     |     |     |     |     |     |     |     | 8   | 3   | 4   | 1   | 4   | KI  | 2   | NI  | 25   |
| 8        | Michele Alboreto   | 7   | 4   | 4   | 3   | KI  | 10  | NR  | KI  | 7   | KI  | 6   | 4   | KI  | 7   | 5   | 1   | 25   |
| 9        | Elio de Angelis    | 8   | KI  | 5   | VL  | 4   | 5   | KI  | 4   | KI  | 4   | KI  | KI  | 1   | 6   | Ki  | KI  | 23   |
| 10       | Riccardo Patrese   | KI  | KI  | 3   | VL  | KI  | 1   | KI  | 2   | 15  | KI  | KI  | KI  | Ki  | 5   | KI  | KI  | 21   |
| 11       | Nelson Piquet      | KI  | KIZ | KI  | VL  | 5   | KI  | NK  | 1   | 2   | KI  | KI  | KI  | KI  | 4   | KI  | KI  | 20   |
| 12       | Eddie Cheever      | KI  | KI  | KI  | VL  | 3   | KI  | 2   | 10  | NK  | KI  | 16  | KI  | KI  | KI  | 6   | 3   | 15   |
| 13       | Derek Daly         | 14  | KI  | KI  |     | KI  | 6   | 5   | 7   | 5   | 5   | 7   | KI  | KI  | 9   | KI  | 6   | 8    |
| 14       | Nigel Mansell      | KI  | 3   | 7   | VL  | Ki  | 4   | KI  | KI  |     | KI  |     | 9   | KI  | 8   | 7   | KI  | 7    |
| 15       | Gilles Villeneuve  | KI  | KI  | KIZ | 2   | NI  |     |     |     |     |     |     |     |     |     |     |     | 6    |
| 16       | Carlos Reutemann   | 2   | KI  |     |     |     |     |     |     |     |     |     |     |     |     |     |     | 6    |
| 17       | Andrea de Cesaris  | 13  | KI  | KI  | KI  | KI  | 3   | KI  | 6   | KI  | KI  | KI  | KI  | KI  | 10  | 10  | 9   | 5    |
| 18       | Jacques Laffite    | KI  | KI  | KI  | VL  | 9   | KI  | 6   | KI  | KI  | KI  | 14  | KI  | 3   | KI  | KI  | KI  | 5    |
| 19       | Mario Andretti     |     |     | Ki  |     |     |     |     |     |     |     |     |     |     |     | 3   | KI  | 4    |
| 20       | Jean-Pierre Jarier | Ki  | 9   | KI  | 4   | Ki  | NK  | KI  | KI  | 14  | KI  | KI  | KI  | NK  | KI  | KI  | NI  | 3    |
| 21       | Marc Surer         |     |     |     |     | 7   | 9   | 8   | 5   | 10  | KI  | 13  | 6   | KI  | 15  | KI  | 7   | 3    |
| 22       | Bruno Giacomelli   | 11  | KI  | KI  | Ki  | KI  | KI  | KI  | KI  | 11  | 7   | 9   | 5   | KI  | 12  | KI  | 10  | 2    |
| 23       | Eliseo Salazar     | 9   | KI  | KI  | 5   | KI  | KI  | KI  | KI  | 13  | NK  | KI  | KI  | NK  | 14  | 9   | NK  | 2    |
| 24       | Manfred Winkelhock | 10  | 5   | KI  | KIZ | KI  | KI  | KI  | NK  | 12  | NK  | 11  | KI  | KI  | KI  | NK  | NR  | 2    |
| 25       | Mauro Baldi        | NK  | 10  | NK  | VL  | Ki  | NK  | KI  | 8   | 6   | 9   | KI  | KI  | 6   | NK  | 12  | 11  | 2    |
| 26       | Chico Serra        | 17  | KI  | NK  | VL  | 6   | NPK | 11  | NK  | KI  | KI  |     | 11  | 7   | NK  | 11  | NK  | 1    |
| 27       | Brian Henton       | NK  | NK  | KI  | KI  | KI  | 8   | 9   | NR  | KI  | 8   | 10  | 7   | KI  | 11  | KI  | 8   | 0    |
| 28       | Jochen Mass        | 12  | 8   | 8   | VL  | KI  | NK  | 7   | 11  | KI  | 10  | KI  |     |     |     |     |     | 0    |
| 29       | Slim Borgudd       | 16  | 7   | 10  |     |     |     |     |     |     |     |     |     |     |     |     |     | 0    |
| 30       | Raul Boesel        | 15  | KI  | 9   | VL  | 8   | NPK | KI  | KI  | KI  | NK  | NK  | KI  | NK  | KI  | NK  | 13  | 0    |
| 31       | Roberto Guerrero   | NK  | NK  | Ki  | VL  | NK  | NK  | KI  | KI  | NK  | KI  | NK  | 8   | KI  | KI  | NR  | NI  | 0    |
| 32       | Derek Warwick      | KI  | NK  | NK  | KI  | KI  | NK  |     |     | KI  | KI  | 15  | 10  | KI  | Ki  | KI  | KI  | 0    |
| 33       | Rupert Keegan      |     |     |     |     |     |     |     |     |     |     |     | NK  | KI  | KI  | NK  | 12  | 0    |
| 34       | Geoff Lees         |     |     |     |     |     |     |     | KI  |     |     | 12  |     |     |     |     |     | 0    |
| —        | Teo Fabi           | NK  | NK  | NK  | NR  | KI  | NPK |     |     | NK  | KI  | KI  | NK  | KI  | KI  | KI  | NK  | 0    |
| —        | Riccardo Paletti   | NK  | NK  | NK  | KI  | NPK | NPK | KI  | KI  |     |     |     |     |     |     |     |     | 0    |
| —        | Tommy Byrne        |     |     |     |     |     |     |     |     |     |     |     | NK  | KI  | NK  | NK  | KI  | 0    |
| —        | Jan Lammers        |     |     |     |     | NK  | NK  | NK  |     | KI  | NK  | NK  |     |     |     |     |     | 0    |
| —        | Emilio de Villota  |     |     |     |     | NPK | NPK | NK  | NK  | NPK |     |     |     |     |     |     |     | 0    |
| —        | Roberto Moreno     |     |     |     |     |     |     |     |     | NK  |     |     |     |     |     |     |     | 0    |
| Helyezés | Versenyző          | RSA | BRA | USW | SMR | BEL | MON | USE | CAN | NED | GBR | FRA | GER | AUT | SUI | ITA | LVS | Pont |

### Konstruktőrök
| Helyezés | Gyártó          | Model           | Motor               | Gumi | Győzelmek | Dobogó | Első rajthelyek | Leggyorsabb kör | Pont |
| -------- | --------------- | --------------- | ------------------- | ---- | --------- | ------ | --------------- | --------------- | ---- |
| 1        | Ferrari         | 126C2           | Ferrari 021         | G    | 3         | 11     | 3               | 2               | 74   |
| 2        | McLaren-Ford    | MP4/1B          | Ford Cosworth DFV   | M    | 4         | 8      |                 | 2               | 69   |
| 3        | Renault         | RE30B           | Renault-Gordini EF1 | M    | 4         | 8      | 10              | 5               | 62   |
| 4        | Williams-Ford   | FW07D FW08      | Ford Cosworth DFV   | G    | 1         | 7      | 1               |                 | 58   |
| 5        | Lotus-Ford      | 87B 91          | Ford Cosworth DFV   | G    | 1         | 2      |                 |                 | 30   |
| 6        | Tyrrell-Ford    | 011             | Ford Cosworth DFV   | G    | 1         | 2      |                 | 2               | 25   |
| 7        | Brabham-BMW     | BT50            | BMW M12/13          | G    | 1         | 2      | 1               | 4               | 22   |
| 8        | Ligier-Matra    | JS17 JS17B JS19 | Matra MS81          | M    |           | 4      |                 |                 | 20   |
| 9        | Brabham-Ford    | BT49D           | Ford Cosworth DFV   | G    | 1         | 3      |                 |                 | 19   |
| 10       | Alfa Romeo      | 179D 182 182B   | Alfa Romeo 1260     | M    |           |        |                 |                 | 7    |
| 11       | Arrows-Ford     | A3 A4 A5        | Ford Cosworth DFV   | P    |           |        |                 |                 | 5    |
| 12       | ATS-Ford        | D5              | Ford Cosworth DFV   | M    |           |        |                 |                 | 4    |
| 13       | Osella-Ford     | FA1C FA1D       | Ford Cosworth DFV   | P    |           |        |                 |                 | 3    |
| 14       | Fittipaldi-Ford | F8D F9          | Ford Cosworth DFV   | P    |           |        |                 |                 | 1    |
| -        | March-Ford      | 821             | Ford Cosworth DFV   | A    |           |        |                 |                 | 0    |
| -        | Theodore-Ford   | TY01 TY02       | Ford Cosworth DFV   | G    |           |        |                 |                 | 0    |
| -        | Toleman-Hart    | TG181C TG183    | Hart 415T           | P    |           |        |                 | 1               | 0    |
| -        | Ensign-Ford     | N180B N181      | Ford Cosworth DFV   | A    |           |        |                 |                 | 0    |

## Forráshivatkozások
1. ↑  Hilton 2007, 23. o.
2. ↑  The Formula One Scene | Motor Sport Magazine Archive. web.archive.org, 2018. január 21. [2018. január 21-i dátummal az eredetiből archiválva]. (Hozzáférés: 2025. május 12.)
3. ↑  Carlos Reutemann se retira y le sustituye Mario Andretti | Edición impresa | EL PAÍS. web.archive.org, 2018. január 21. [2018. január 21-i dátummal az eredetiből archiválva]. (Hozzáférés: 2025. május 12.)
4. ↑  Kyalami F1 testing | Motor Sport Magazine Archive. web.archive.org, 2018. február 21. [2018. február 21-i dátummal az eredetiből archiválva]. (Hozzáférés: 2025. május 12.)
5. ↑  The French Grand Prix | Motor Sport Magazine Archive. web.archive.org, 2018. január 21. [2018. január 21-i dátummal az eredetiből archiválva]. (Hozzáférés: 2025. május 12.)
6. ↑  F1 driver Mass explains why he quit racing after fatal Villeneuve crash - The Globe and Mail. web.archive.org, 2018. január 22. [2018. január 22-i dátummal az eredetiből archiválva]. (Hozzáférés: 2025. május 12.)
7. ↑  Grote Prijs van Belgie | Motor Sport Magazine Archive. web.archive.org, 2018. január 22. [2018. január 22-i dátummal az eredetiből archiválva]. (Hozzáférés: 2025. május 12.)
8. ↑  THE 1982 INTERNATIONAL RACING SEASON (brit angol nyelven). Motor Sport Magazine, 2014. július 7. (Hozzáférés: 2025. május 12.)
9. ↑  Remembering the tragedy and mayhem of the 1982 F1 World Championship | Sport | The Guardian. web.archive.org, 2018. január 21. [2018. január 21-i dátummal az eredetiből archiválva]. (Hozzáférés: 2025. május 12.)
10. ↑  THE 1982 INTERNATIONAL RACING SEASON | Motor Sport Magazine Archive. web.archive.org, 2018. január 21. [2018. január 21-i dátummal az eredetiből archiválva]. (Hozzáférés: 2025. május 12.)
11. ↑  U.S. Grand Prix history review as Austin prepares for Formula One | Autoweek. web.archive.org, 2018. január 23. [2018. január 23-i dátummal az eredetiből archiválva]. (Hozzáférés: 2025. május 12.)
12. ↑  F1 scraps American races due to COVID-19, adds European trio | Racing News - Times of India. web.archive.org, 2020. október 19. [2020. október 19-i dátummal az eredetiből archiválva]. (Hozzáférés: 2025. május 12.)
13. ↑  Motor racing: Switzerland to host first race in more than 60 years | Reuters. web.archive.org, 2018. március 17. [2018. március 17-i dátummal az eredetiből archiválva]. (Hozzáférés: 2025. május 12.)
14. ↑  THE 1982 INTERNATIONAL RACING SEASON | Motor Sport Magazine Archive. web.archive.org, 2018. január 21. [2018. január 21-i dátummal az eredetiből archiválva]. (Hozzáférés: 2025. május 12.)
15. 1 2 3  8W - When? - The FISA-FOCA war. web.archive.org, 2018. január 28. [2018. január 28-i dátummal az eredetiből archiválva]. (Hozzáférés: 2025. május 12.)
16. ↑  News Feature > Why has FISA been abolished? > F1 Features - Grandprix.com. web.archive.org, 2018. január 28. [2018. január 28-i dátummal az eredetiből archiválva]. (Hozzáférés: 2025. május 12.)
17. ↑  Re-writing the F1 rule book - Part 1: from wing cars to flat bottoms. web.archive.org, 2018. január 22. [2018. január 22-i dátummal az eredetiből archiválva]. (Hozzáférés: 2025. május 13.)
18. ↑  Banned: Ground effect · F1 Fanatic. web.archive.org, 2018. január 22. [2018. január 22-i dátummal az eredetiből archiválva]. (Hozzáférés: 2025. május 13.)
19. ↑  Renault RS01: F1's turbo pioneer · F1 Fanatic. web.archive.org, 2018. január 22. [2018. január 22-i dátummal az eredetiből archiválva]. (Hozzáférés: 2025. május 13.)
20. ↑  Ford-Cosworth DFV: Eine Ikone der Formel-1-Motoren wird 50. web.archive.org, 2018. január 22. [2018. január 22-i dátummal az eredetiből archiválva]. (Hozzáférés: 2025. május 13.)
21. ↑  1982 South African Grand Prix race report (brit angol nyelven). Motor Sport Magazine, 2014. július 7. (Hozzáférés: 2025. május 13.)
22. ↑  1982 Brazilian Grand Prix race report (brit angol nyelven). Motor Sport Magazine, 2014. július 7. (Hozzáférés: 2025. május 13.)
23. ↑  United States Grand Prix West race report (brit angol nyelven). Motor Sport Magazine, 2014. július 7. (Hozzáférés: 2025. május 13.)
24. ↑  1982 San Marino Grand Prix race report (brit angol nyelven). Motor Sport Magazine, 2014. július 7. (Hozzáférés: 2025. május 13.)
25. ↑  1982 Belgian Grand Prix in pictures (brit angol nyelven). Motor Sport Magazine, 2014. július 7. (Hozzáférés: 2025. május 13.)
26. ↑  1982 Monaco Grand Prix race report (brit angol nyelven). Motor Sport Magazine, 2014. július 7. (Hozzáférés: 2025. május 13.)
27. ↑  The Grand Prix of Detroit | Motor Sport Magazine Archive. web.archive.org, 2018. március 6. [2018. március 6-i dátummal az eredetiből archiválva]. (Hozzáférés: 2025. május 13.)
28. ↑  Simply the best - Motor Sport Magazine. web.archive.org, 2020. október 19. [2020. október 19-i dátummal az eredetiből archiválva]. (Hozzáférés: 2025. május 13.)
29. ↑  Latest Formula 1 Breaking News - Grandprix.com. www.grandprix.com. (Hozzáférés: 2025. május 13.)
30. ↑  August 1982 Issue of Motor Sport Magazine | Read Online. web.archive.org, 2020. október 19. [2020. október 19-i dátummal az eredetiből archiválva]. (Hozzáférés: 2025. május 13.)
31. ↑  FORMULA 1 (2018. július 17.). „Piquet Rages After Salazar Shunt | 1982 German Grand Prix”. (Hozzáférés: 2025. május 13.)
32. ↑  1982 German Grand Prix (brit angol nyelven). Motor Sport Magazine, 2014. július 7. (Hozzáférés: 2025. május 13.)
33. ↑  Latest Formula 1 Breaking News - Grandprix.com. www.grandprix.com. (Hozzáférés: 2025. május 13.)
34. ↑  1982 Swiss Grand Prix race report (brit angol nyelven). Motor Sport Magazine, 2014. július 7. (Hozzáférés: 2025. május 13.)
35. ↑  1982 Las Vegas Grand Prix race report - Motor Sport Magazine. web.archive.org, 2020. október 19. [2020. október 19-i dátummal az eredetiből archiválva]. (Hozzáférés: 2025. május 13.)
36. ↑  The Ferrari History (angol nyelven). www.ferrari.com. (Hozzáférés: 2025. május 13.)
37. ↑  'Nine different winners in nine races' - Ask Steven | Formula 1 | F1 features | ESPN F1. web.archive.org, 2012. május 28. [2012. május 28-i dátummal az eredetiből archiválva]. (Hozzáférés: 2025. május 13.)